# Stephan Zünd
Stephan Zünd, född 3 juli 1969 i Zürich, Schweiz, är en schweizisk tidigare backhoppare som tävlade internationellt åren 1990-1996. Vid olympiska vinterspelen 1992 i Albertville, ingick han i det schweiziska lag som slutade åtta i laghoppningen i stora backen, och på 20:e plats i den individuella tävlingen i normalbacken.
Stephan Zünds bästa placering vid the världsmästerskapen i nordisk skidsport var i Val di Fiemme 1991 då han ingick i det schweiziska lag som kom sexa i laghoppningen i stora backen och femma i individuella tävlingen i stora backen. Hans främsta placering vid världsmästerskapen i skidflygning var sexa i Planica 1994.
Stephan Zünd vann fyra individuella världscupdeltävlingar i olika stora hoppbackar åren 1991-1992.